# Zand van Vaalsbroek
Het Zand van Vaalsbroek is een laag in de ondergrond van Nederlands Zuid-Limburg en het omringende gebied in Duitsland en België. Het Zand van Vaalsbroek is onderdeel van de Formatie van Vaals en stamt uit het Krijt (het Campanien).
Deze kalksteenlaag is vernoemd naar Vaalsbroek.

## Stratigrafie
Normaal gesproken ligt het Zand van Vaalsbroek boven op het oudere Zand van Gemmenich en onder het jongere Zand van Beusdal (beide uit de Formatie van Vaals). Tussen de zandlagen Beusdal en Vaalsbroek bevindt zich de Horizont van Beusdal. Tussen de zandlagen Vaalsbroek en Gemmenich bevindt zich de Horizont van Overgeul.

## Zand
De typelocatie van het Zand van Vaalsbroek is een holle weg tussen Overgeul en het Schweibergerbos ten westen van Mechelen.